# Ubåt 39
Ubåt 39 är en svensk dramafilm från 1952 i regi av Hampe Faustman som bygger på Rudolf Värnlunds pjäs U 39 från 1939. I huvudrollerna ses Eva Dahlbeck, Karl-Arne Holmsten, Gunnel Broström, Lars Ekborg, Harriet Andersson och Erik Strandmark.

## Handling
Filmen - och pjäsen som den bygger på - handlar om katastrofen ur de anhörigas perspektiv. U-båten befinner sig på botten utan att kunna ta sig upp till ytan. På land formerar sig den klagande kvinnokören.

## Om filmen
Filmen hade premiär den 25 augusti 1952 på biograf Astoria vid Nybrogatan i Stockholm.

## Rollista i urval
- Eva Dahlbeck – Maria Friberg
- Karl-Arne Holmsten – Herman Friberg, underofficer vid marinen, hennes man
- Gunnel Broström – Anna Nilsson
- Erik Strandmark – John Nilsson, Annas man, flaggunderofficer vid marinen
- Lars Ekborg – Gunnar Friberg, underofficerselev, makarna Fribergs son
- Harriet Andersson – Harriet, Gunnars flickvän
- Lennart Lindberg – kapten Sundström, chef på U 39
- Erik Hell – styrman på lastfartyg
- Olle Florin – industrichef
- Erik Molin – Berg, löjtnant på U 39
- Gunnar Hellström – Harriets kavaljer
- Tord Stål – präst
- Axel Högel – kyrkvaktmästare
- Sven-Axel "Akke" Carlsson – Malmberg, besättningsman på U 39
- Ove Tjernberg – besättningsman på U 39
- Gösta Krantz – officer på minsvepare

## Rudolf Värnlunds pjäs
Pjäsen U 39 uruppfördes av Svenska Dramatikers Studio på Borgarskolan i Stockholm 1943 i regi av Ingmar Bergman. Kungliga Dramatiska Teatern köpte in pjäsen, men vågade till slut inte spela den. Istället spelades den av Stadsteatern Norrköping-Linköping 1950 i regi av Gunnar Skoglund och med John Harryson och Gerd Hagman i två av rollerna. Därpå spelades den in av Radioteatern och sändes 1951 i regi av Åke Falck och med bland andra Karin Kavli, Per Oscarsson, Kolbjörn Knudsen, Lena Brogren och Berta Hall i rollerna. 1957 spelades U 39 av Munkbroteatern i Stockholm, i regi av Lars-Erik Liedholm och med bland andra Tord Peterson. Pjäsen gavs ut av Tidens förlag 1939 och kom i en ny utgåva 1956.